# Carlos Martínez Díez
Carlos Martínez Díez (* 9. dubna 1986, Lodosa, Navarra, Španělsko) je španělský fotbalový obránce, hráč klubu Real Sociedad. Hraje na postu pravého beka.

## Klubová kariéra
V A-týmu Realu Sociedad debutoval v sezoně 2007/08 Segunda Ligy ve svých 20 letech. Šlo o utkání 26. srpna 2007 proti klubu CD Castellón (porážka 0:2).